# Красная Пахра (деревня)
Кра́сная Пахра́ — деревня в Троицком административном округе Москвы (до 1 июля 2012 года в составе Подольского района Московской области). Входит в состав Краснопахорского района.
Расположена на левом берегу реки Пахры, от которой деревня получила своё название. На другом берегу расположено одноимённое село.

## Население
| 1859 | 1890 | 1899 | 1926 | 2002 | 2006 | 2010 |
| ---- | ---- | ---- | ---- | ---- | ---- | ---- |
| 416  | ↗585 | ↘428 | ↗649 | ↘82  | ↗96  | ↗173 |

Согласно Всероссийской переписи, в 2002 году в деревне проживало 82 человека (35 мужчин и 47 женщин). По данным на 2005 год в деревне проживало 96 человек.

## География
Деревня Красная Пахра расположена в северо-восточной части Троицкого административного округа, на Калужском шоссе А130, примерно в 41 км к юго-западу от центра города Москвы, на левом берегу реки Пахры.
В 10 км юго-восточнее деревни проходит Варшавское шоссе, в 15 км к северо-западу — Киевское шоссе М3, в 5 км к югу — Московское малое кольцо А107.
В деревне 7 улиц — Азовская, Вербная, Зелёная, Луговая, Нижняя, Северный проезд и Сельская, приписаны дачное (ДНТ) и садоводческое (СНТ) товарищества. Ближайшие населённые пункты — город Троицк, деревня Варварино, сёла Красное и Красная Пахра.
Связана автобусным сообщением со станцией метро Тёплый Стан (маршруты № 508, 512, 513, 514, 515, 531, 1003), микрорайоном «В» Троицка (маршруты № 874, 874к, 1024) и со станцией Подольск Курского направления Московской железной дороги (маршруты № 1024, 1032).

## История
В «Списке населённых мест» 1862 года Слобода (Красная Пахра) — владельческая деревня 1-го стана Подольского уезда Московской губернии на старокалужском тракте, в 16 верстах от уездного города и 14 верстах от становой квартиры, при реке Пахре, с 45 дворами и 416 жителями (194 мужчины, 222 женщины).
По данным на 1890 год — центр Красно-Пахорской волости Подольского уезда с 585 жителями, в деревне располагалось волостное правление и квартира урядника, имелась земская школа.
В 1913 году в деревне Красная Пахра (Горки тож) было 132 двора, земское училище, волостное правление, казённая винная лавка.
По материалам Всесоюзной переписи населения 1926 года — центр Красно-Пахорского сельсовета Красно-Пахорской волости Подольского уезда в 17,1 км от станции Апрелевка Киево-Воронежской железной дороги, проживало 649 жителей (253 мужчины, 396 женщин), насчитывалось 123 хозяйства, из которых 120 крестьянских, имелись школа и ветеринарная лечебница, располагался волостной исполнительный комитет.
1929—1946 гг. — населённый пункт в составе Красно-Пахорского района Московской области.
1946—1957 гг. — в составе Калининского района Московской области.
1957—1958 гг. — в составе Ленинского района Московской области.
1958—1963, 1965—2012 гг. — в составе Подольского района Московской области.
1963—1965 гг. — в составе Ленинского укрупнённого сельского района Московской области.
С 2012 г. — в составе города Москвы.